# Fontanafredda
Fontanafredda es una localidad italiana de unos 11.000 habitantes en la Provincia de Pordenone, en la región autónoma de Friuli-Venecia Julia.

## Evolución demográfica
| Gráfica de evolución demográfica de Fontanafredda entre 1861 y 2001 |
|                                                                     |
| Fuente ISTAT - elaboración gráfica de Wikipedia                     |

- Datos: Q53172
- Multimedia: Fontanafredda / Q53172

1. ↑  Worldpostalcodes.org, código postal n.º 33074.
2. ↑  «Codici Catastali». Comuni-italiani.it (en italiano). Consultado el 29 de abril de 2017.